# Electron (Washington)
Electron ist ein gemeindefreies Gebiet im Pierce County im US-Bundesstaat Washington.
Electron liegt am Puyallup River genau nordöstlich des Lake Kapowsin und ist der Sitz des Wasserkraftwerks Electron, das von der Puget Sound Energy betrieben wird. Oberhalb des Kraftwerks, etwa 16,5 km flussaufwärts, befindet sich der Electron Diversionary Dam, der dem Kraftwerk das Wasser über eine hölzerne Rinne zuleitet. Damm und Kraftwerk wurden 1903-04 geplant und gebaut; der Betrieb wurde am 12. April 1904 aufgenommen. Electron war der Ort eines Camps des Civilian Conservation Corps in den 1930er Jahren. Eine Mure zerstörte 1936 das ursprüngliche Maschinenhaus; der Wiederaufbau war 1937 teilweise und 1941 vollständig abgeschlossen. Es gibt in Electron einen kleinen Stadtpark.